# 시댁 (드라마)
《시댁》은 1973년 1월 1일부터 1973년 7월 3일까지 방영된 MBC 일일연속극이다.

## 등장 인물
- 김관수
- 정애란
- 지영희
- 나문희
- 김무생
- 홍세미
- 박원숙
- 강남길